# Альціон рудогузий
Альціо́н рудогузий (Todiramphus pyrrhopygius) — вид сиворакшоподібних птахів родини рибалочкових (Alcedinidae). Ендемік Австралії.

## Опис

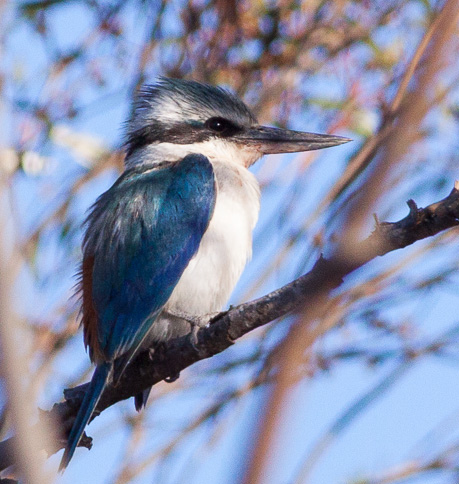
Рудогузий альціон

Довжина птаха становить 20-24 см. Самці важать 45-70 г, самиці 41-62 г. Тім'я смугасте, зелено-біле, крила і хвіст блакитнувато-зелені, нижня частина спини, надхвістя і верхні покривні пера хвоста каштанові. Груди, живіт і потилиця білі. На обличчі чорна "маска", яка переходить в широку смугу на потилиці. Самиці мають дещо тьмяніше забарвлення, тім'я у них більш смугасте, крила тьмяно-бірюзові, а жовті частини оперення мають охристий відтінок. Дзьоб чорнуватий, знизу світлий, очі темно-карі, лапи темно-сірі. Забарвлення молодих птахів подібне до забарвлення самиць, однак спина у них темно-зелена, а груди поцятковані темними плямками.

## Поширення і екологія
Рудогузі альціони мешкають на більшій частині континенту, за винятком крайнього південного сходу і крайнього південного заходу. Вони ведуть переважно осілий спосіб життя, на південному сході трапляються переважно влітку. Рудогузі альціони живуть в сухих тропічних лісах, в заростях евкаліптів, мульги Acacia aneura і тріодій Triodia, в сухих чагарникових заростях маллі, в саванах, часто далеко від води. 

## Поведінка
Рудогузі альціони живляться комахами, гусінню, павуками, дрібними ракоподібними, багатоніжками і скорпіонами, а також дрібною рибою, жабами, пуголовками, дрібними плазунами і іноді ссавцями. Вони чатують на здобич, сидячи на гілці, а коли її побачать, то пікірують до неї, після чого повертаються на сідало.
Сезон розмноження триває з серпня по лютий, за сезон може вилупитися два виводки. Під час сезону розмноження рудогузі альціони переміщуються в долини річок, де гніздяться в норах довжиною 1,5-1,25 м, або в дуплах. На півночі континенту рудогузі альціони іноді гніздяться в термітниках. В кладці від 2 до 6 білих, блискучих яєць розміром 25×22 мм. Інкубаційний період триває 20-23 дні, пташенятп окидають гніздо через 6-30 днів після вилуплення.